# Futuropolis
Futuropolis ist ein französischer Verlag für Comics und Graphic Novels.
Der Verlag wurde 1974 von Étienne Robial und Florence Cestac gegründet, vorausgegangen war die Übernahme einer Pariser Buchhandlung gleichen Namens.
1987 wurde Éditions Gallimard mehrheitlicher Teilhaber. Seit 2005 erscheint eine Reihe, welche Ausstellungsstücke des Louvre thematisiert. Es sind bereits 14 Alben von je einem anderen Künstler gestaltet worden. 2019 wurde der Verlag auf dem Festival in Angoulême mit einer Ausstellung gewürdigt.

## Veröffentlichte Künstler (Auswahl)
- Jacques Tardi
- Jirō Taniguchi
- Cosey
- Luz
- Farid Boudjellal
- Enki Bilal
- Baru
- Golo
- Igort
- Maël
- Jean-Louis Tripp
- Chantal Montellier
- Nicolas de Crécy
- Éric Liberge
- Manuele Fior
- Marc-Antoine Mathieu
- Joost Swarte
- Leila Marzocchi
- Stanislas Barthélémy
- Jean-Christophe Menu
- Max Cabanes